# Dánia művészete

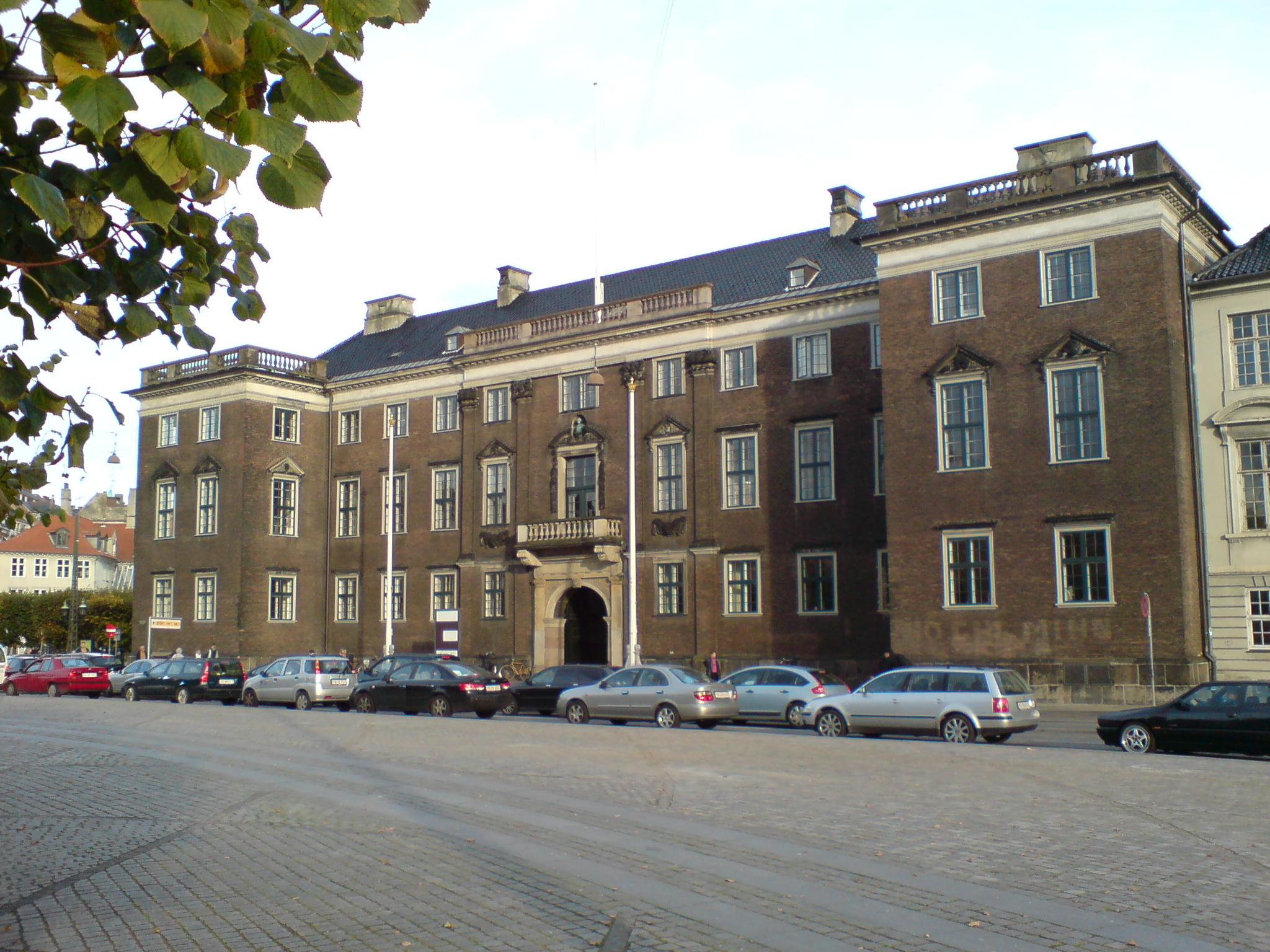
A Dán Királyi Képzőművészeti Akadémia épülete

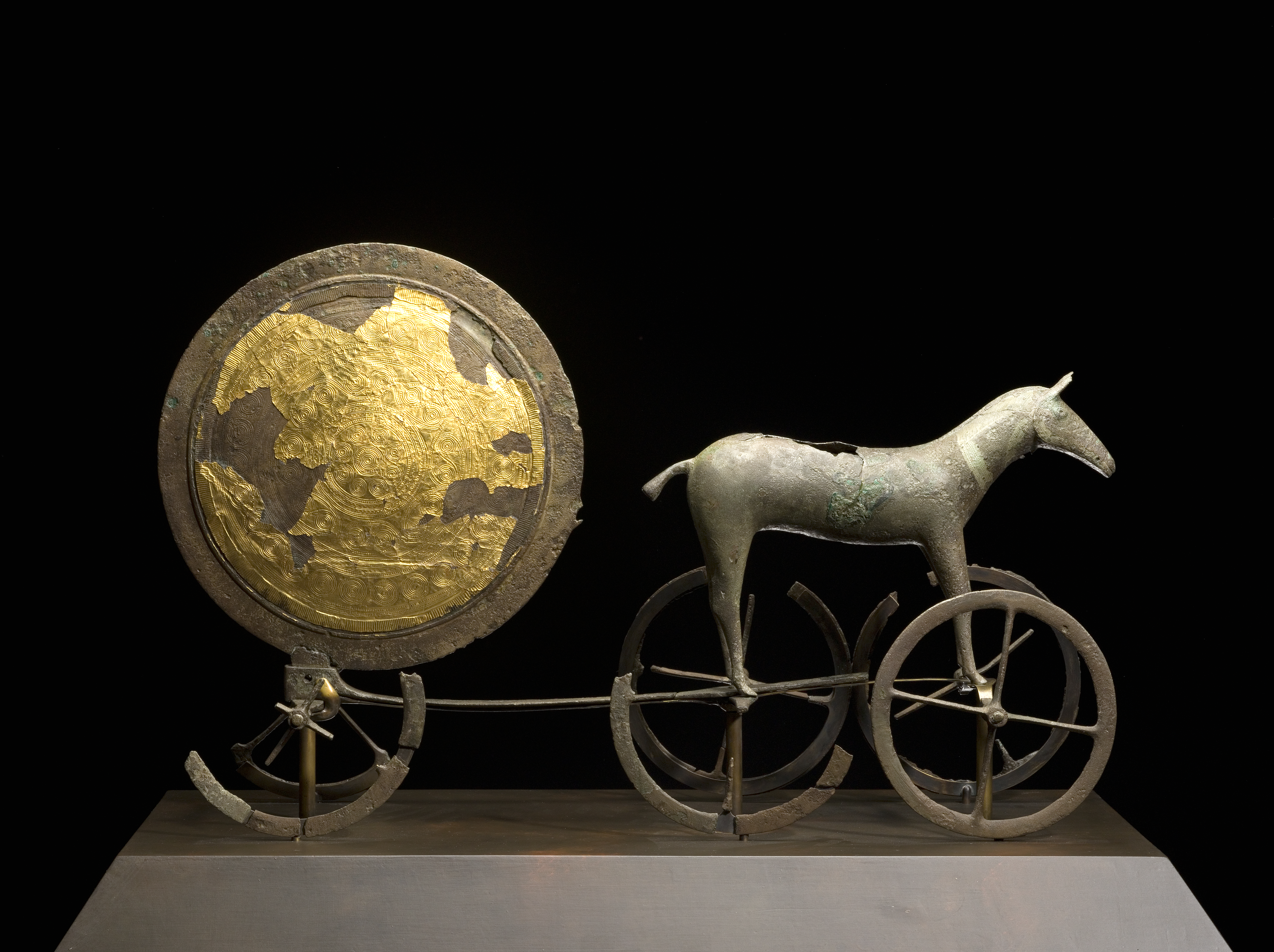
Trundholmi napszekér

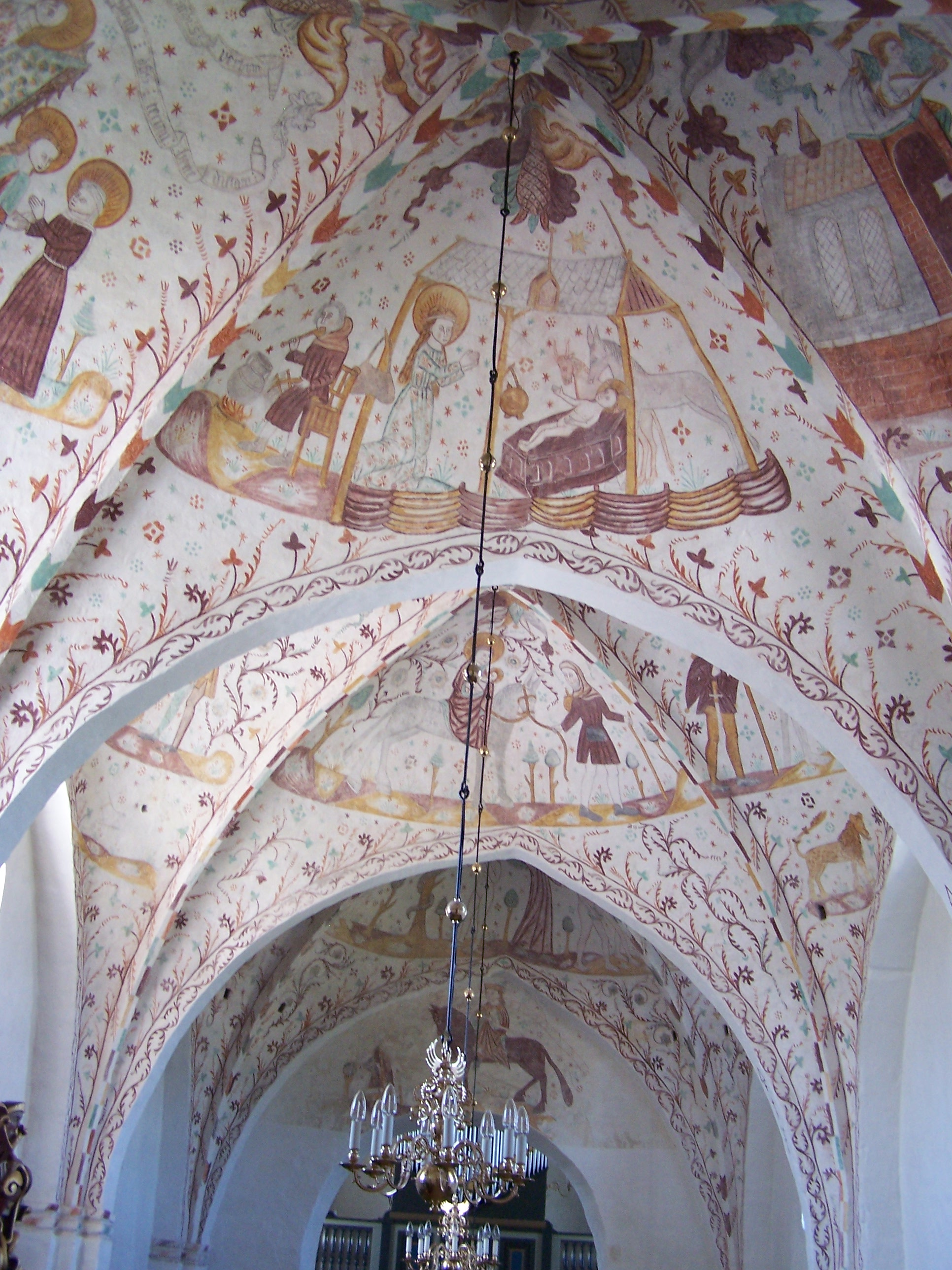
Elmelunde mester középkori freskói

Dánia művészete a dán művészek által létrehozott vizuális művészet. Története évezredekre nyúlik vissza, jelentős számú lelettel az időszámításunk előtti 2. évezredből, mint például a trundholmi napszekér, a korai időszakokban pedig általában a skandináv, vagy északi művészet részének tekintették. A mai Dánia területének művészete az északi bronzkor, majd a skandináv és a viking művészet részét képezi. A dán középkor festészete szinte teljes egészében olyan templomfreskóiról ismert, mint amilyenek például az 1480-as években a délkelet-dániai Møn-ban, Elmelundében, Fanefjordban és Keldbyben freskókat készítő Elmelunde mester munkái voltak.
A dán művészeti hagyományokat a reformáció nagymértékben felborította, a meglévő festők és szobrászok csapatát nagy munkák nélkül hagyva, mivel az udvar és az arisztokrácia igénye elsősorban a portrékra vonatkozott, általában importált művészek által, és csak a 18. században képeztek ki nagyszámú dánt a kortárs stílusokra. Ezt követően hosszabb ideig vagy Németországból és Hollandiából importálták a művészetet Dániába, vagy dán művészek tanultak külföldön, és néha olyan műveket is készítettek, amelyeket maga Dánia inspirált. A 18. század végétől a helyzet gyökeresen megváltozott. A dán aranykortól kezdve a dán művészetnek sajátos hagyománya kezdődött el és virágzik a mai napig a bőkezű művészeti támogatásoknak köszönhetően, miáltal a kortárs dán művészetnek mára nagy az egy főre jutó száma.
Dánia viszonylag sikeresen őrizte meg művészetét, bár általában nem a művészeti termelés jelentős központja vagy a művészet exportőre; különösen a dán reformáció viszonylag enyhe természete, valamint a templomok későbbi kiterjedt újjáépítésének és feldíszítésének hiánya azt jelentette, hogy más skandináv országokkal együtt Dániában is szokatlanul gazdag középkori templomfestmény és -felszerelés maradt fenn. Az egyik időszak, amikor a skandináv művészet erős befolyást gyakorolt Észak-Európa többi részére, a viking művészet volt, ebből az időszakból számos vidéken érintetlenül hagyott kőemlék, valamint a modern időkben feltárt tárgy is fennmaradt.

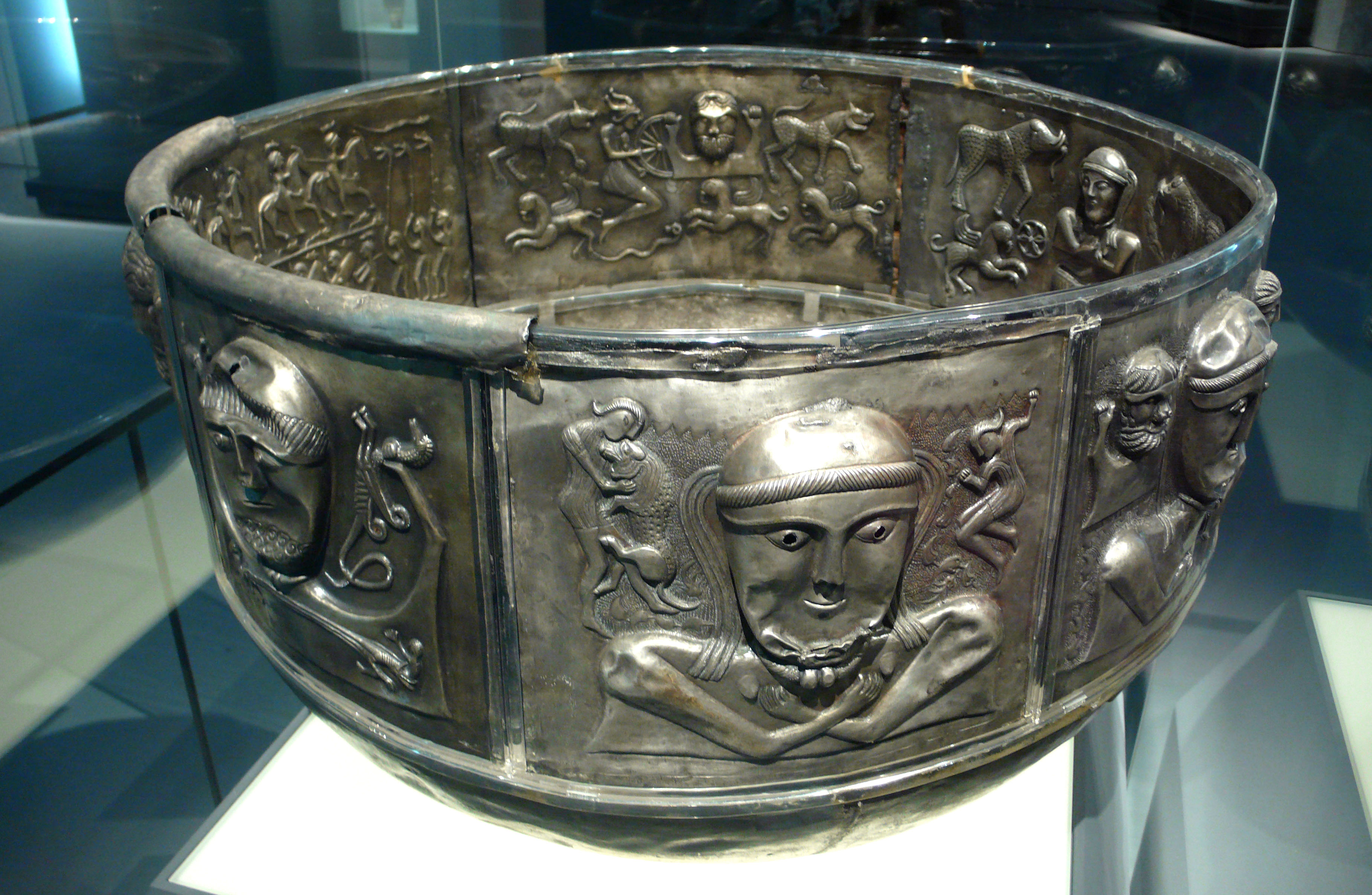
A Gundestrup üst

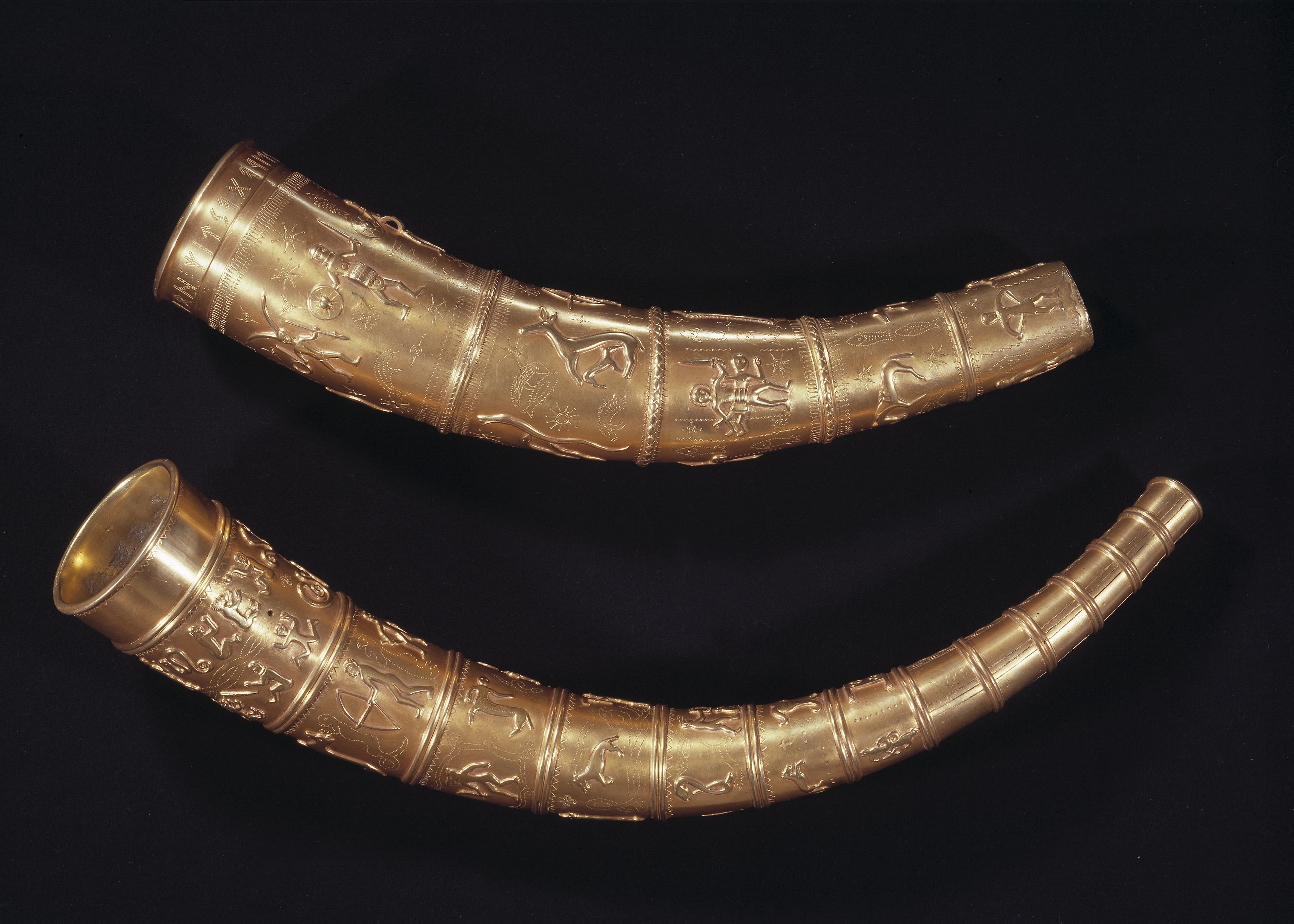
Gallehaus aranyszarvai

## Északi bronzkor
Dániában valószínűleg idegen lelet az úgynevezett Gundestrup üst, mely egy gazdagon díszített ezüstedény, amelyet a Kr. e. 1. századra datálnak. A Gundestrup üstöt 1891-ben Jylland északkeleti részén egy tőzeglápban találták meg, Gundestrup falu közelében. A lelet jelenleg a Dán Nemzeti Múzeumban található. Ez az üst az e korszakból származó európai ezüstalkotások eddig ismert legnagyobb példánya. A stílus és a kidolgozás trák eredetre utal, míg a rajta található képek keltának tűnnek, így előfordulhat, hogy nem tükrözi a helyi stílusokat.

## Skandináv művészet

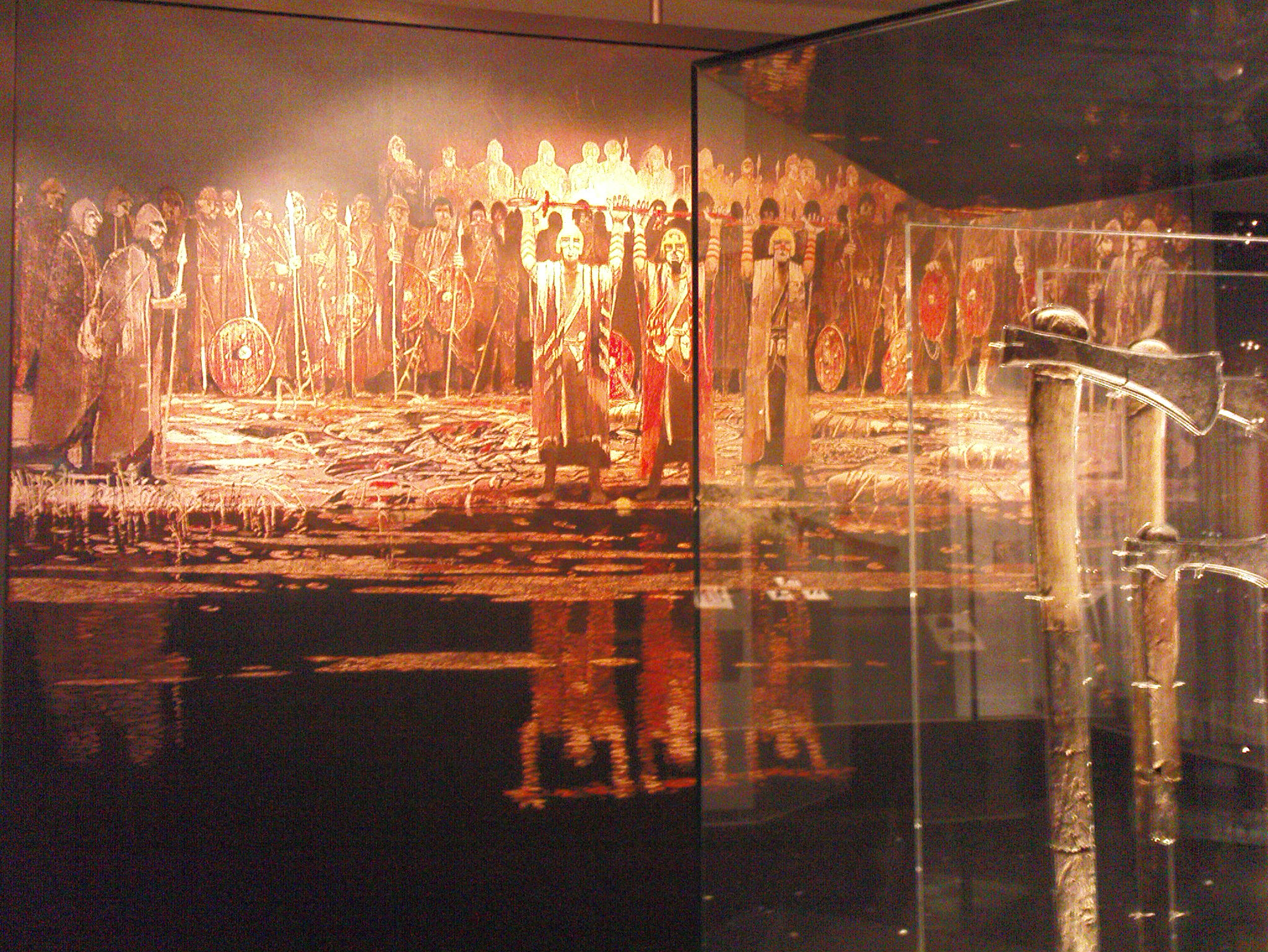
Egy illusztráció az Illerup Ådal régészeti területről

Az i. sz. 400–800 körüli germán vaskorszakot Gallehaus aranyszarvai képviselik, amelynek 1802-es ellopása és beolvasztása óta csak rajzok alapján ismert, valamint jelentős fegyveráldozati lelet, mint például Illerup Ådal, ahol 15 000 tárgy került elő, ebből 200–500 lett letétbe helyezve.
A dán lelőhelyek a viking vagy skandináv művészet hat fő stílusa közül kettőnek adták a nevüket, a Jelling-stílust (10. század) és az azt követő Mammen-stílust (10–11. század), bár a többi stílus is képviselteti magát Dániában. Csak egy dán hajótemetés ismert, Ladbyskibetből. A jellingi rúnaköveken látható képek a korszak talán legismertebb dán alkotásai. Bár eredeti festésükből ma már alig maradt fenn, a Dán Nemzeti Múzeum és a Jellingi Múzeum legnagyobb kövének másolatait élénk színekkel díszítették újra, az eredetin megmaradt festéktöredékek alapján.

## Középkori templom freskók
Templomfalfestmények (dánul: kalkmalerier) mintegy 600 templomban találhatók Dánia-szerte, és valószínűleg ezáltal a világon a legtöbb fennmaradt templomi falfestményt képviselik, melyek legtöbbje a középkorból származik. E festmények évszázadokon át voltak elrejtve, mivel Dániában a reformáció után mésszel festették át, hogy aztán a 19. és 20. század folyamán feltárják és helyreállítsák őket. A dán művészetből leginkább a 15. és 16. századi gótikus festmények érdekesek, mivel azokat a dán őslakos festőkre jellemző stílusban festették. A Biblia pauperum megközelítést alkalmazva tipológiai szembeállításban mutatják be az Ó- és Újszövetség legnépszerűbb történeteit.

## A reneszánsztól a 18. századig

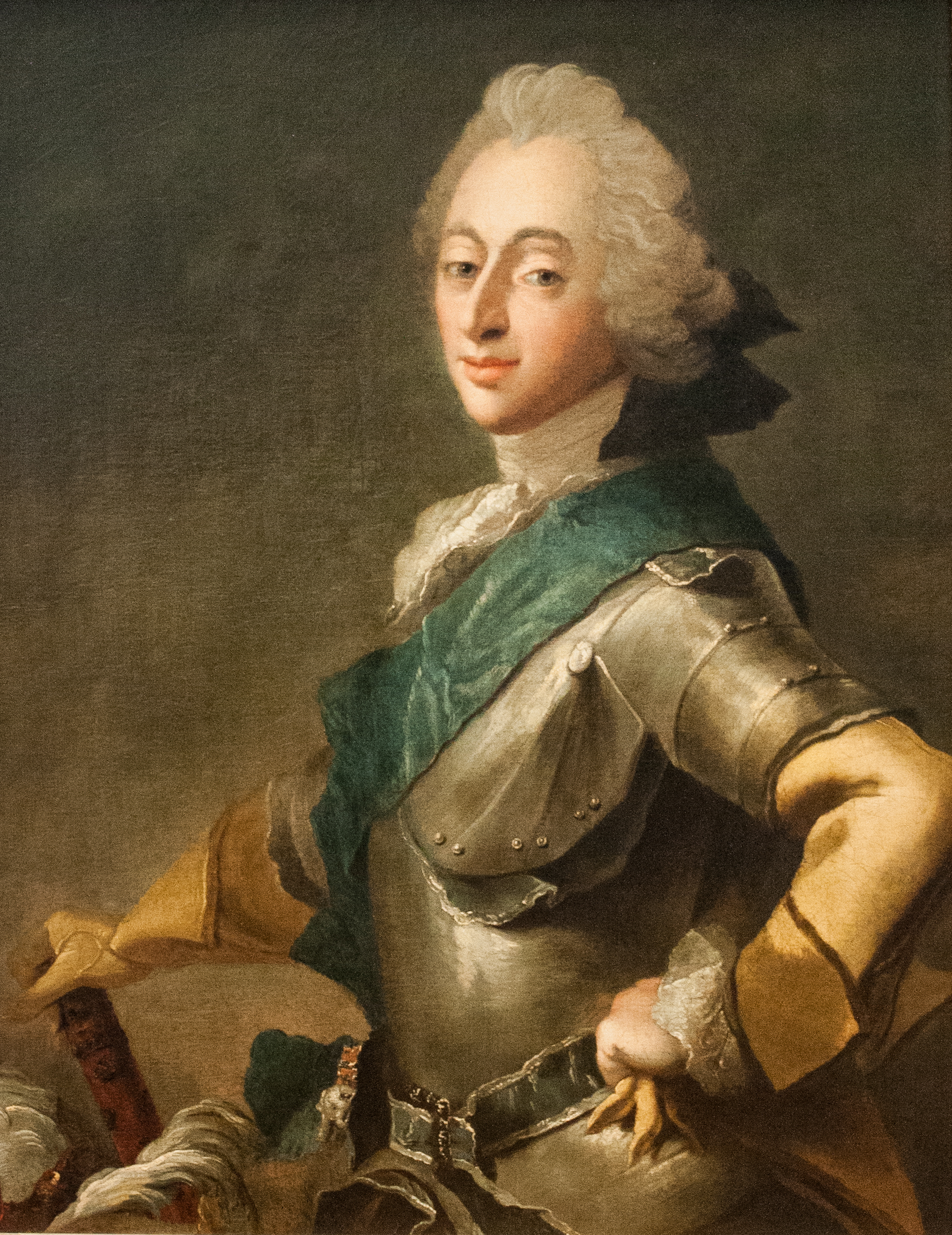
Carl Gustaf Pilo V. Frigyes dán királyról készült portréja

A késő középkor dán táblafestészetét és festett fafaragását leginkább az uralkodó északnémet stílusok, különösen a hamburgi és más Hanza-városok stílusa befolyásolta. A protestáns reformáció idején a vallásos festészet gyakorlatilag megszűnt, ezután hosszú ideig a királyi család legjelentősebb portréit külföldi művészek készítették, így például Hans Holbein német festő a dán királyról készített portrét. Albrecht Dürer pedig 1521-ben Brüsszelben a király apjáról készített portrét, amely azonban nem maradt fenn, bár más külföldi művészek portréi igen.

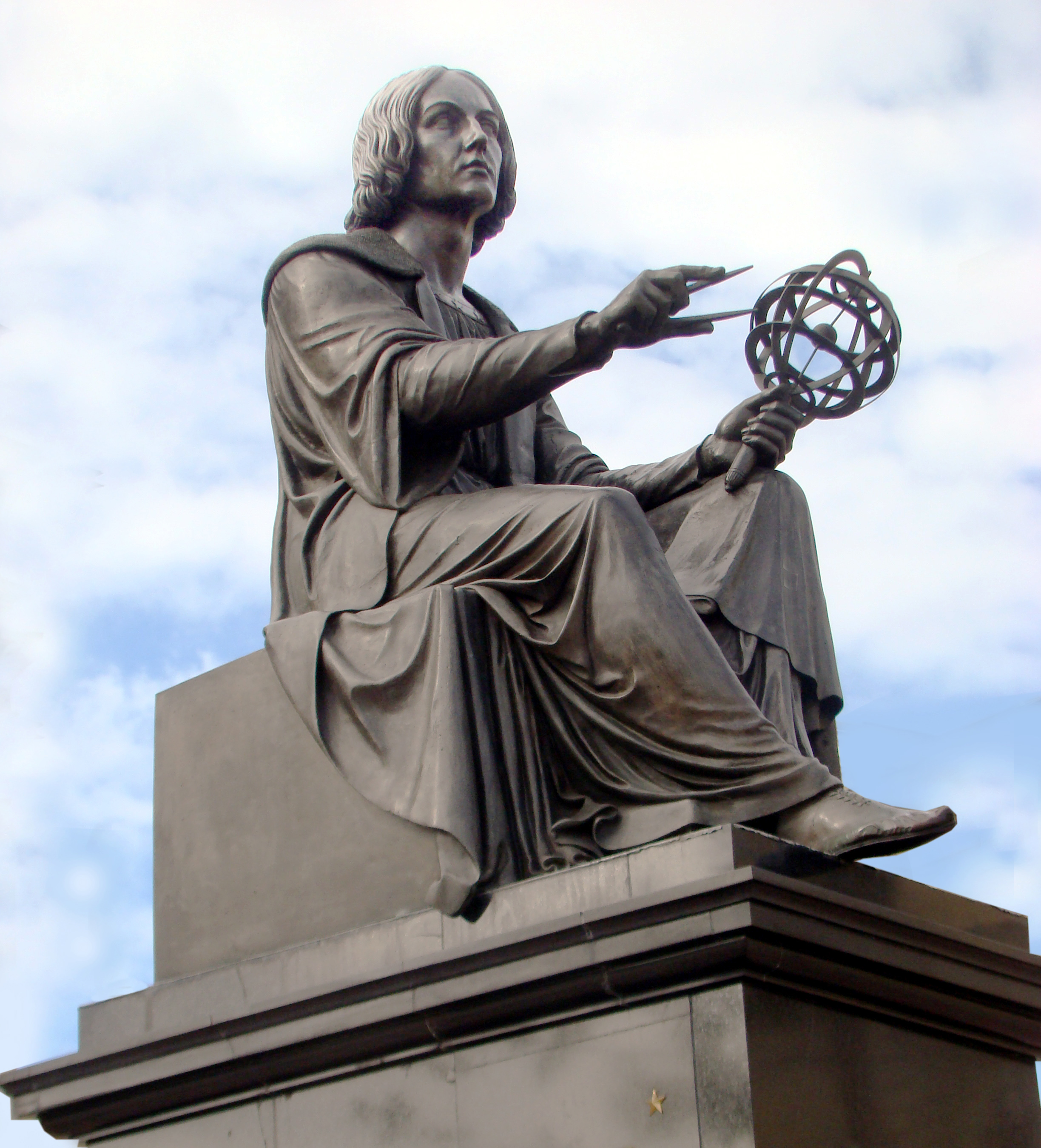
Bertel Thorvaldsen Kopernikuszról készült szobra Varsóban

A Dán Királyi Képzőművészeti Akadémia 1754-es megalapításától az általános európai mintát követte, célja, nemzeti iskola kifejlesztése volt, ezáltal csökkentve a művészek más országokból való behozatalának szükségességét. Egy fejlődési időszak után tanítványainak valóban egy sajátos dán stílus kialakítását kellett vezetniük. Egy építész után a harmadik és ötödik igazgató Johannes Wiedewelt (1772–1777), majd (1780–1789) egy Olaszországban és Franciaországban kiképzett neoklasszicista szobrász lett, aki udvari szobrászként követte apját, és akinek emlékművei és emlékei ismertek: kerti díszek, köztük V. Frigyes dán király emlékműve a roskildei székesegyházban és a haditengerészeti emlékmű a holmensi temetőben. Az első ismert festő a svéd származású Carl Gustaf Pilo (kb. 1711-1793), portré- és történelemfestő volt,  a következő Nicolai Abraham Abildgaard (1743-1809), aki maga is az Akadémia egykori diákja volt és aki neoklasszikus stílust alakított ki. Az Akadémián tanító vezető dán művészek közé tartozott Christian August Lorentzen és Jens Juel, aki szintén későbbi igazgató. Például Angliával ellentétben a legtöbb vezető dán művész legalább a következő évszázadban az Akadémián képezte magát, és gyakran visszatért oda tanítani. Az akadémiai művészet és más stílusok közötti feszültség sokkal kevésbé volt jellemző a dán művészettörténetre, mint Franciaország, Anglia vagy más országo esetében.
Nicolai Abraham Abildgaard dán festő korszakának hallgatója volt az Akadémián Bertel Thorvaldsen (1770–1844), aki a messze leghíresebb dán szobrász volt, és akit az olasz Canova mellett Európa-szerte a vezető neoklasszikus szobrászként ismertek el. Művei közé tartozik a koppenhágai Vor Frue újjáépítéséhez készült, Krisztus és a tizenkét apostol kolosszális szobrasorozata. Műveinek motívumai (domborművek, szobrok, mellszobrok) többnyire a görög mitológiából merítettek, de készített portrékat is fontos személyiségekről, mint például a római Szent Péter-bazilikában, VII. Pius pápának készült síremlékében. Munkái Európa számos országában láthatók, de a koppenhágai Thorvaldsen Múzeumban igen nagy gyűjtemény található belőlük. Sok éven át Rómában élt, és fontos szerepet játszott a fiatal dán művészek városi időtöltésének bátorításában. Egy másik fontos neoklasszicista, aki ugyancsak az Akadémián tanult, Asmus Jacob Carstens festő volt, akinek későbbi pályafutása Olaszországhoz vagy Németországhoz kötődik.
A Királyi Koppenhágai Porcelángyár megalapítása 1775-ben egy másik királyi kezdeményezés volt, amely a korabeli monarchiákra jellemző, bár az üzlet túlszárnyalta az ilyen gyárak túlnyomó részét, és ma is fennmaradt egy nagyobb csoport részeként, amelybe a Kosta Glasbruk is tartozik. Az üvegipari vállalat, amelyet 1742-ben  két katonatiszt alapított, és az Orrefors Glasbruk (alapítva 1898), mind nemzetközileg ismertek voltak.

## Az aranykor

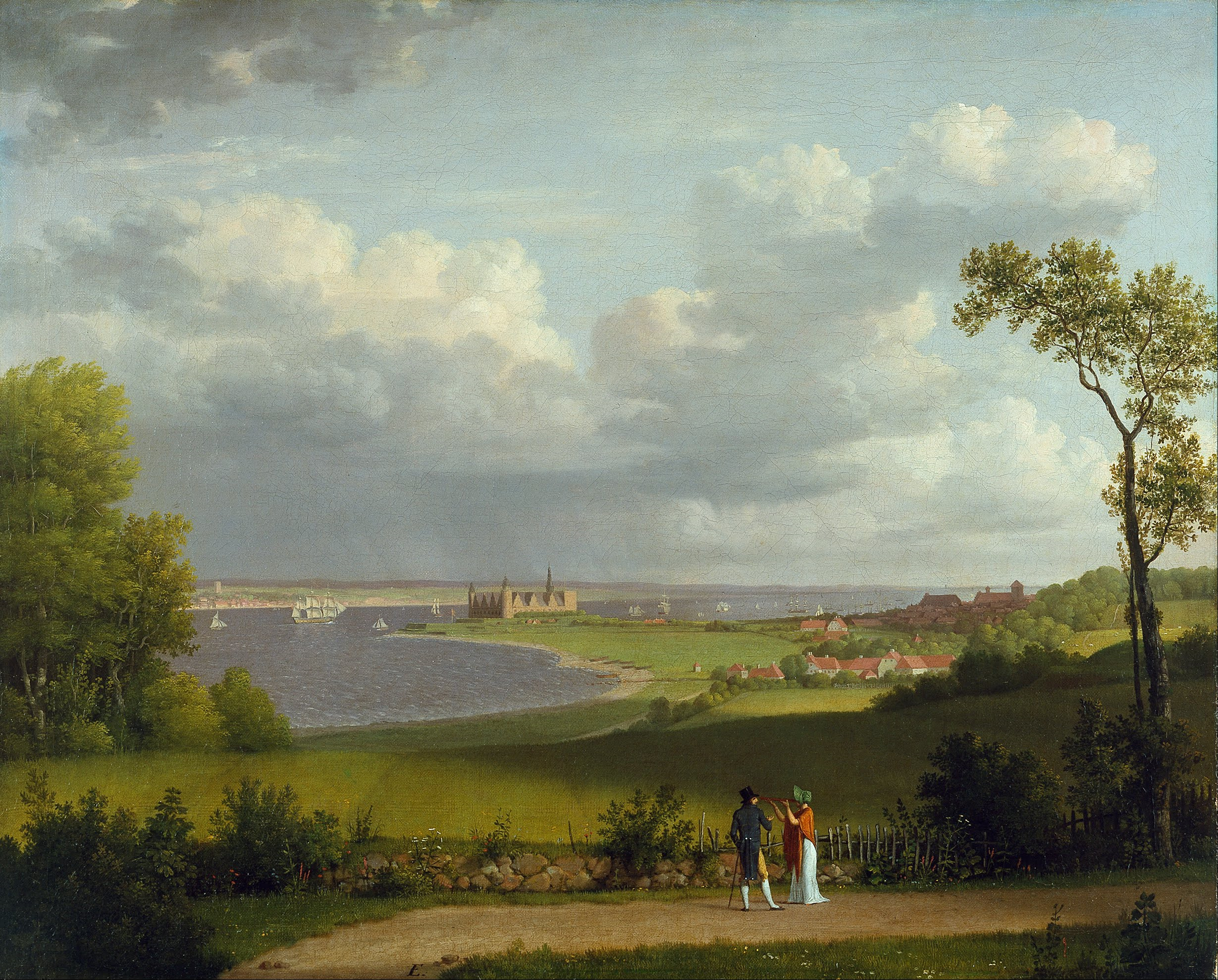
Christoffer Wilhelm Eckersberg Kronborgi várról készült festménye

A 19. század eleje táján a dán festészet aranykora a középkor óta először jelent meg sajátos nemzeti stílusban; mely időszak a század közepéig tartott. Stílusrajza a holland aranykori festészet, különösen a tájképfestészet, mely lágy, de erős színkontrasztot engedő északi fényt ábrázol. A jelenetek kezelése jellemzően a valóság idealizált változata, de valósághűbbnek tűnik, mint amilyen valójában. Gyakoriak a belső jelenetek, gyakran kisebb portrécsoportok is, hasonlóképpen, a művész baráti körének szerény háztartási tárgyaival és bútoraival. Csekély dán művészetet láttak az országon kívül is (sőt, többnyire ott is maradt a mai napig), valamint Caspar David Friedrich a német romantikus festészet dán képzett vezetője is fontos szerepet játszott befolyásának németországi terjesztésében.
Döntő alakja Christoffer Wilhelm Eckersberg volt, aki Jacques-Louis Davidnál tanult Párizsban, és a neoklasszicizmus felé Thorwaldsen is befolyásolta. Eckersberg 1818 és 1853 között tanított az Akadémián, 1827 és 1828 között lett igazgató, és jelentős hatással volt a következő generációra, amelyben a tájfestészet került előtérbe. Ő tanította a korszak legtöbb vezető művészét: 
- Wilhelm Bendz (1804–1832) – sok technikailag kiváló portrét készítő olyan művésztársakról emlékezett meg, így többek között Ditlev Blunck és Christen Christensen, egy jelenet az Akadémia anatómia órájáról, valamint a „A Dohányparti” és a „Művész a világban” csoportos portréi. Este a müncheni Finck's Coffee House-ban”;

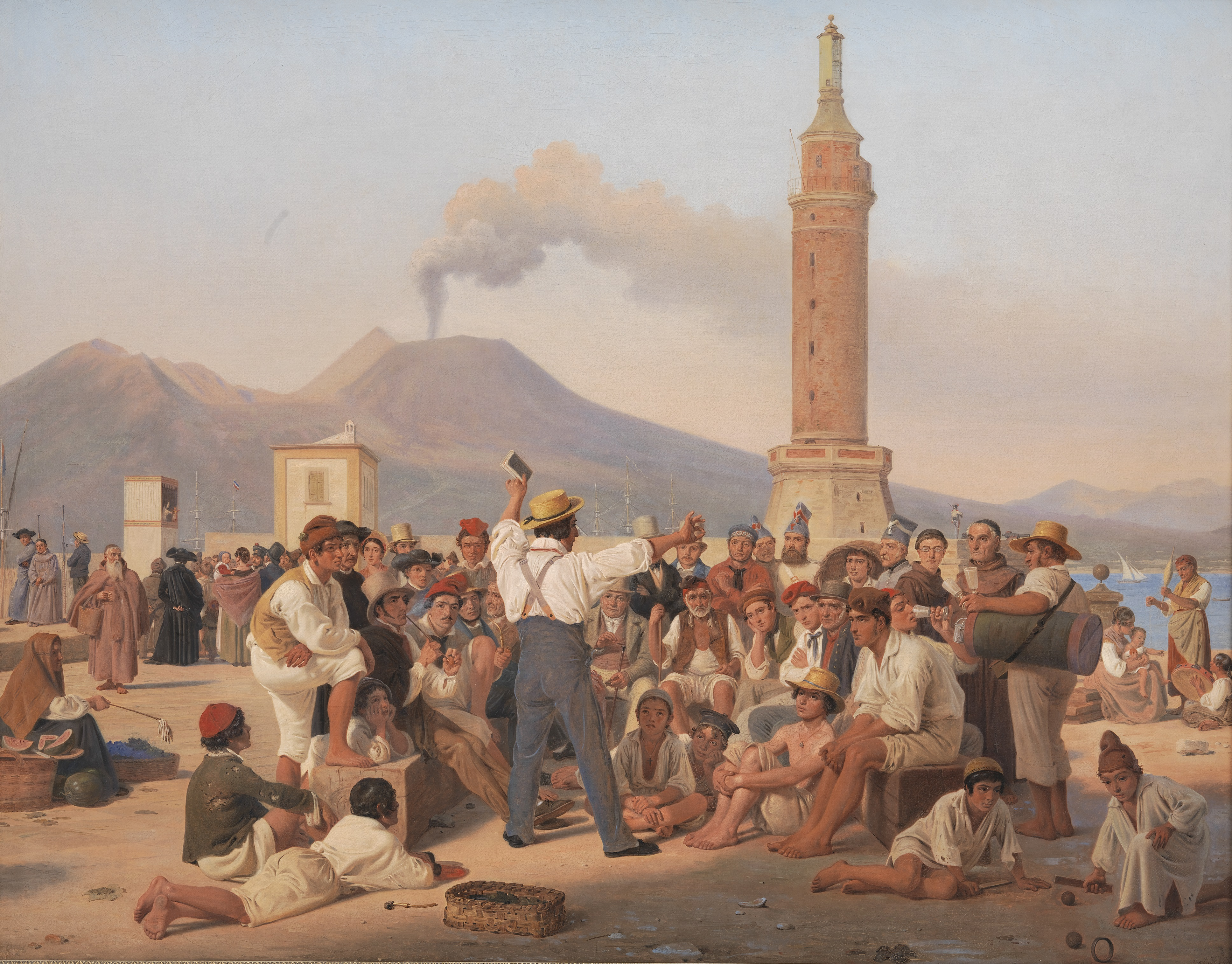
Constantin Hansen Nápoly c. festménye

- Constantin Hansen (1804–1880), akit mélyen érdekelt az irodalom és a mitológia, és aki Niels Laurits Høyen ihletésére a skandináv mitológián alapuló nemzeti történelmi festészetet fejlesztette ki, ezenkívül számos portrét festett, köztük a történelmi Alkotmánygyűlést (Den grundlovgivende Rigsforsamling);

- Christen Købke (1810–1848), aki Niels Laurits Høyen művészettörténész hatására, egy nacionalista megközelítést hirdetett, amely arra szólította fel a művészeket, hogy keressenek témát hazájuk népi életében, ahelyett, hogy más országokban, például Olaszországban keresnének témákat;

- Wilhelm Marstrand (1810–1873), rendkívül produktív művész volt, aki a műfajok figyelemreméltó sokféleségét uralta, és számos olyan munkájáról emlékeztek meg, amelyek a dán történelem és kultúra ismerős útbaigazítói lettek: jelenetek Koppenhága szalonjaiból és utcáiról fiatal kora; a Rómában megörökített ünnepség és közélet; a polgárok és újítók számos reprezentatív portréja; még az egyetemek és a monarchia monumentalista megbízásait is;

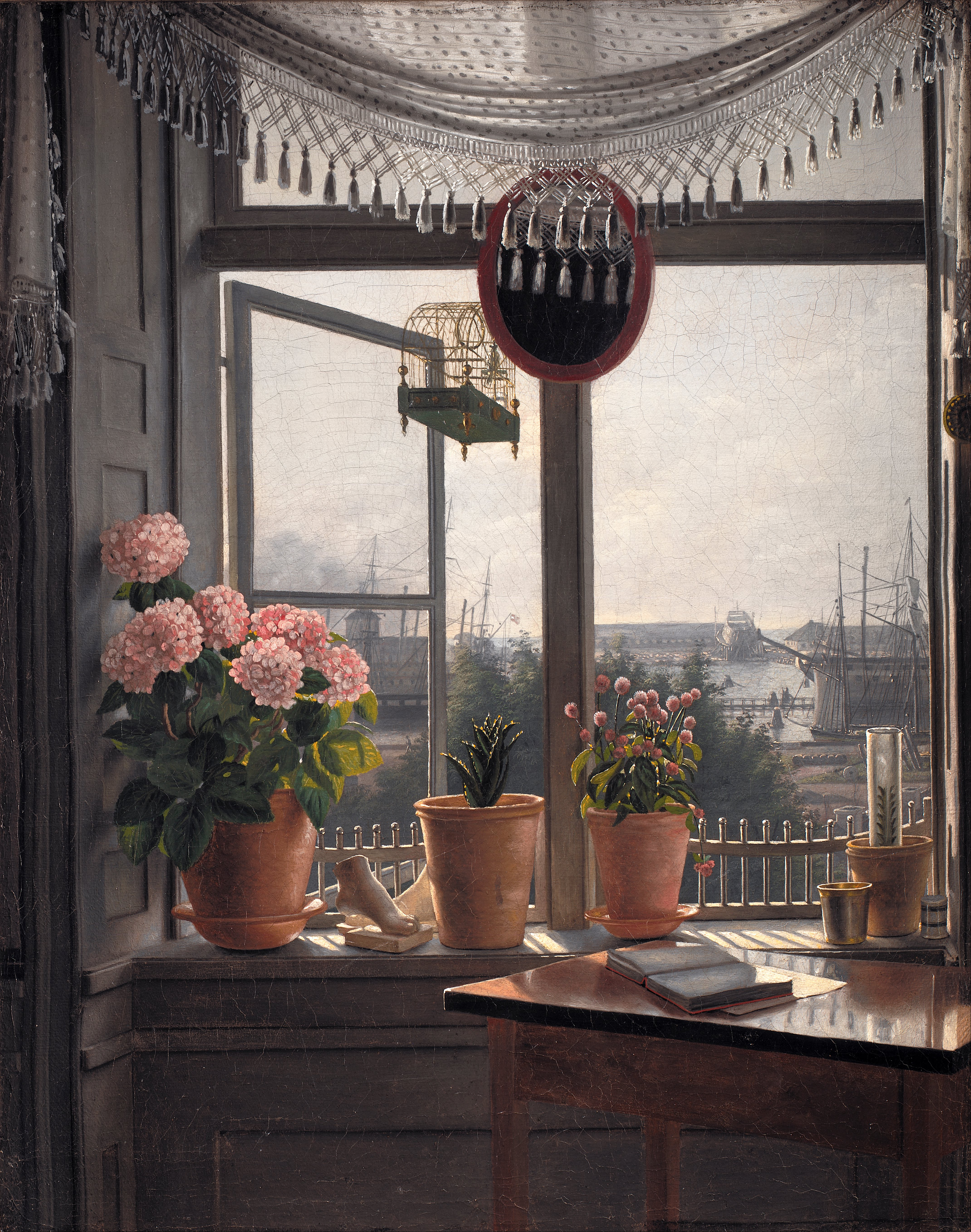
Martinus Rørbye festménye

- Martinus Rørbye (1803–1848) a koppenhágai zsánerképeiről, tájképeiről és építészeti festményeiről, valamint számos vázlatáról emlékeztek meg, amelyet akkoriban ritkán felfedezett országokba tett utazásai során készített.

Más művészek mellett többek között még C.A. Jensen (1792–1870) is szinte kizárólag portrékra szakosodott.
A korszak végén a festészeti stílus, különösen a tájművészetben, Schleswig-Holstein politikai kérdéskörébe került, amely a dánok számára létfontosságú, de Európában a legtöbb ember számára köztudottan áthatolhatatlan.

## 19. század
A 19. században a dán festészetben folytatódott az aranykor számos jellegzetessége, de fokozatosan közelebb került Európa többi része, különösen Németország stílusához. E művészek közé tartoztak:
- Jørgen Roed (1808–1888) – számos portrét, valamint számos oltárképet és vallási festményt festett, köztük a Jesu Korsfæstelse-t (Jézus keresztre feszítése) a Frederiksborg-palota felújított templomához;

- Johan Lundbye (1818–1848) – állatfestményeiről és tájképeiről ismert, különösen Sealandról, beleértve a nagy Kystparti ved Isefjordot (Isefjord tengerparti nézete);

- P.C. Skovgaard (1817–1875) – elsősorban tájképeiről és Dánia természetábrázolásának különleges szerepéről, valamint egy egyedi dán művészeti forma kialakításáról, valamint a hangulat és a fény ábrázolása iránti növekvő érdeklődéséről ismert.

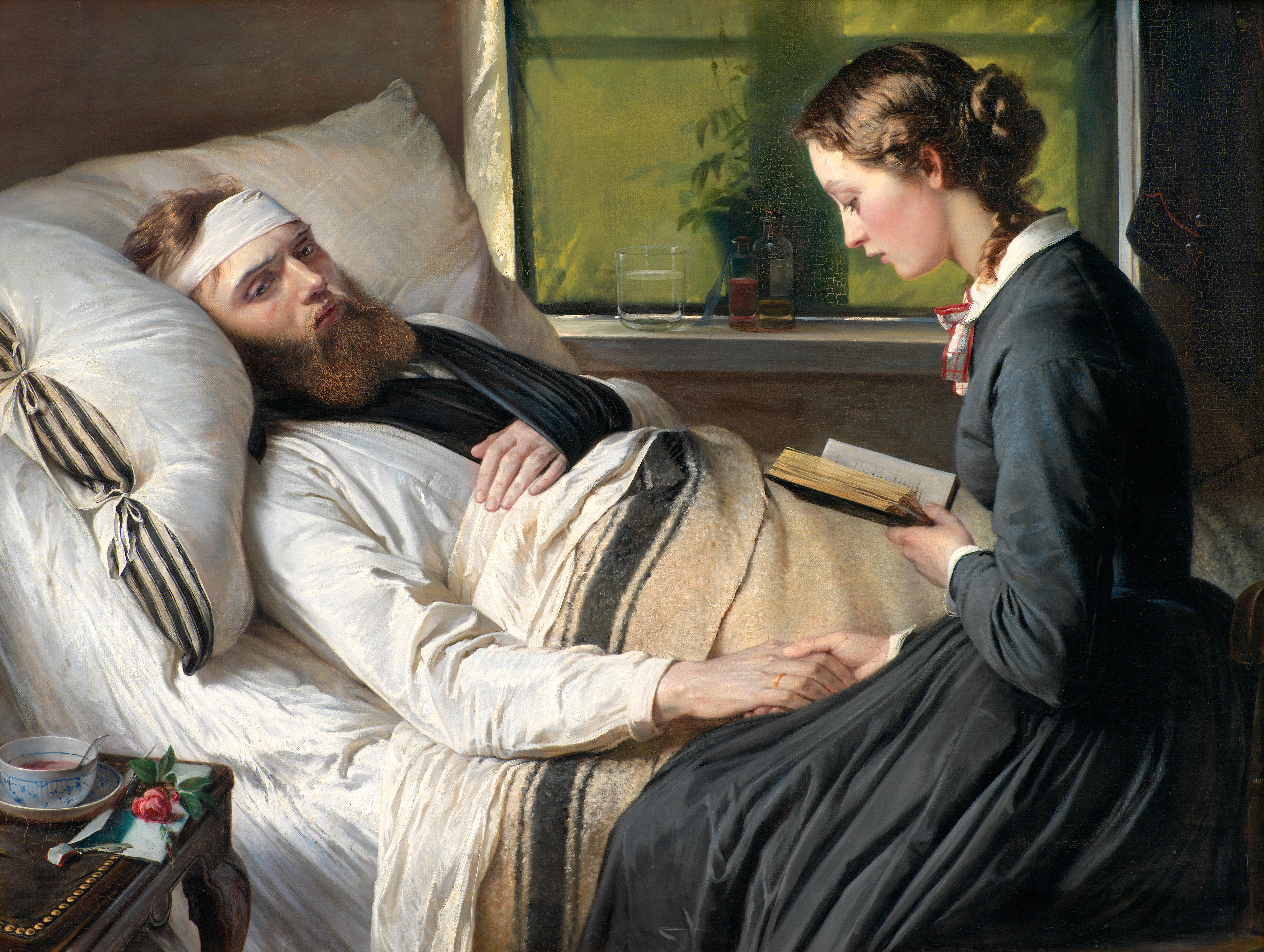
Elisabeth Jerichau-Baumann lengyel-dán festő munkája

- Elisabeth Jerichau-Baumann (1819–1881) - Varsó városrészében, Żoliborzban (Jolibord) született, de Dániába költözött, amikor 1846-ban hozzáment Jens Adolf Jerichau dán szobrászhoz. Leginkább portréiról ismert, melyek a dán királyi család megrendelésére készültek.

- Carl Heinrich Bloch (1834–1890) – Az a ritka dán történelemfestő volt, aki főként bibliai témájú festményeiről volt ismert, és aki akadémiai stílusát Olaszországban alakította ki, még 1866-ban Koppenhágába való visszatérése előtt. Carl Heinrich Bloch megbízást kapott a Frederiksborg-palota kápolnájának 23 festményének elkészítésére, Krisztus életéből, amelyek illusztrációként igen népszerűvé váltak. Az Utolsó Napi Szentek Jézus Krisztus Egyháza több mint 40 éve nagymértékben használta fel Carl Bloch festményeit, különösen a Frederiksborg-palota gyűjteményéből származó festményeket egyházi épületeiben és nyomtatott sajtójában.

- Edvard Eriksen (1876–1959) – Leginkább a Koppenhága jelképének számító Kis hableány bronzszobor szobrászaként ismert. Hans Christian Andersen története szerint 1913-ban fejezte be e munkáját.

## Skagen és Funen mozgalmak

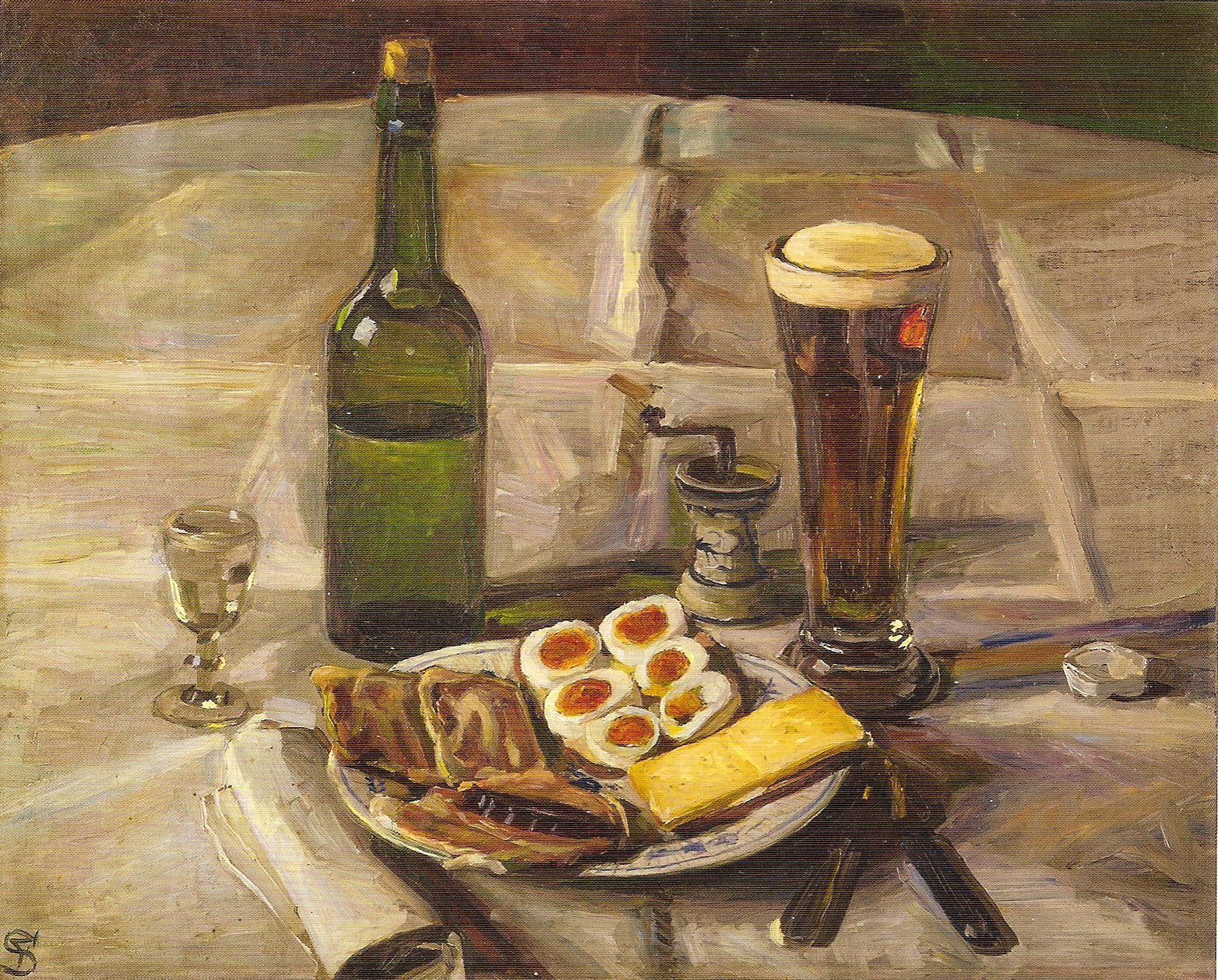
Fritz Syberg csendélete

1871-ben Holger Drachmann (1846–1908) és Karl Madsen (1855–1938) látogatott a Jütland távoli északi részén fekvő Skagenbe, ahol gyorsan felépítették Skandinávia egyik legsikeresebb művésztelepét. 
Hamarosan csatlakozott hozzájuk P.S. Krøyer (1851–1909), Carl Locher (1851–1915), Laurits Tuxen (1853–1927), a norvég Christian Skredsvig (1854–1924) és Michael (1849–1927) és Anna Ancher (1859–1935) is. Mindannyian részt vettek a természeti környezet és a helyi emberek megfestésében. A skageni közösségbe a szimbolista Jens Ferdinand Willumsen (1863–1958) is ellátogatott.
Kicsit később, a 20. század legelején, Johannes Larsen (1867–1961) ösztönzésére és Theodor Philipsen ihletésére hasonló jelenség alakult ki Fyn szigetén. Fynboerne vagy a Funen Paintersben többek között: Peter Hansen, Fritz Syberg, Jens Birkholm, Karl Schou, Harald Giersing, Anna Syberg, Christine Swane és Alhed Larsen által.

## Modernizmus és expresszionizmus

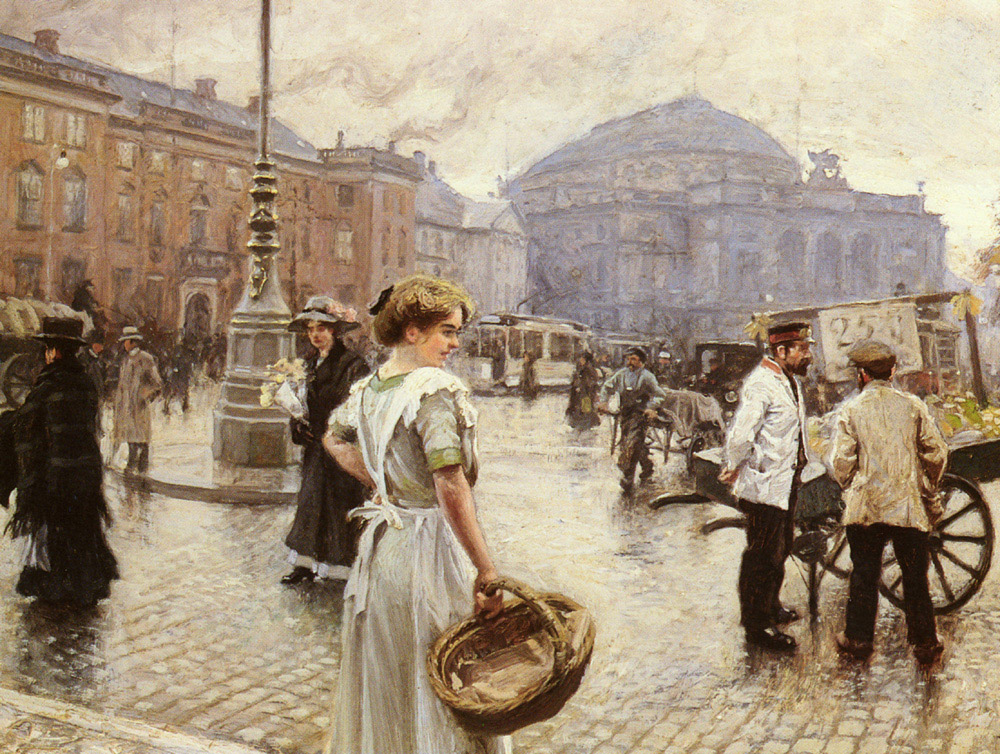
Paul Gustave Fischer festménye Koppenhágáról

- Theodor Philipsen (1840–1920) Paul Gauguinnal való személyes kapcsolata révén generációja egyetlen dán impresszionistája lett.

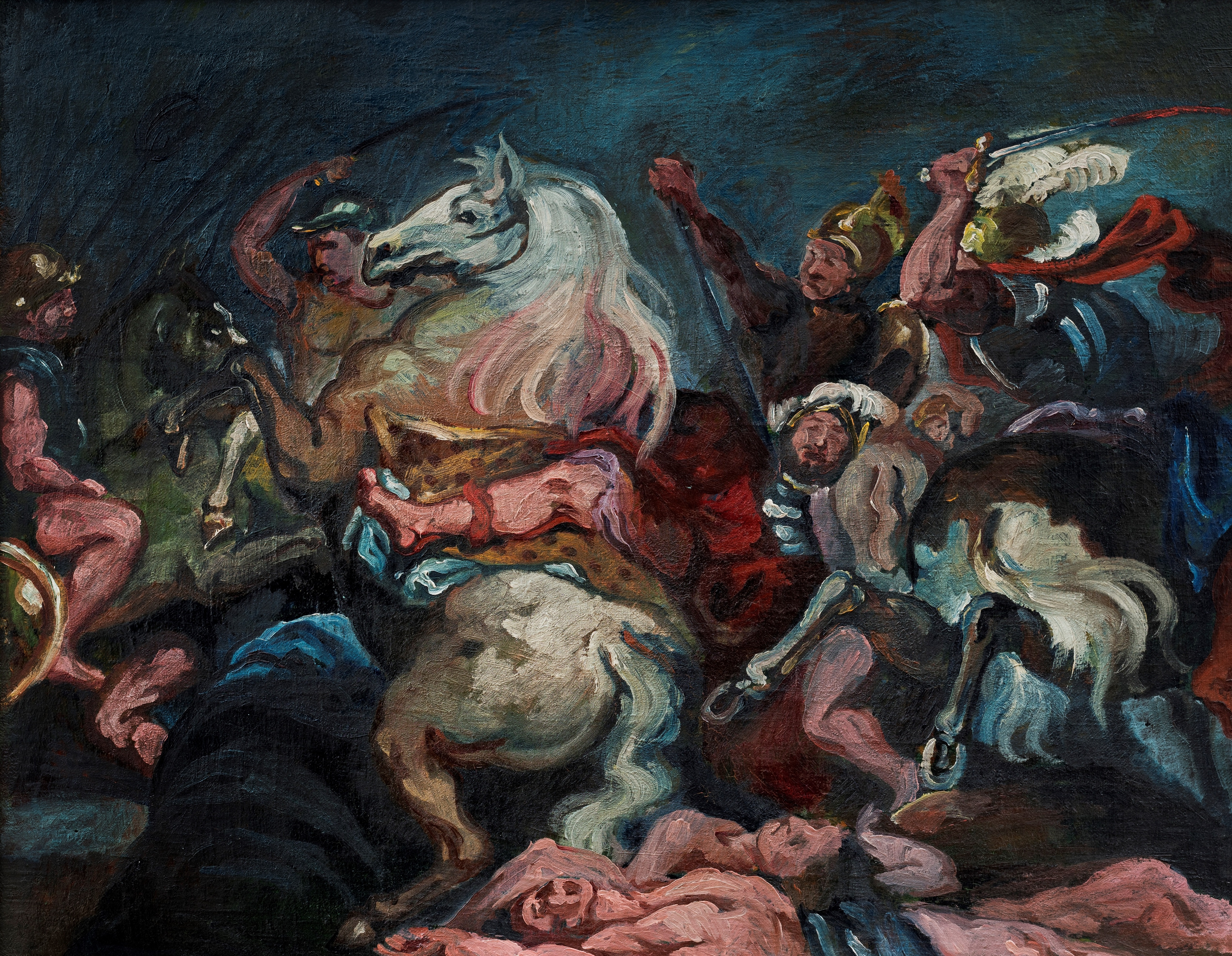
Vilhelm Lundstrøm festménye, aki a francia kubizmust vitte Dániába

- L. A. Ring (1854–1933) – a dán szimbolizmusban való részvételéről híres, a dél-zélandi falusi életet és tájakat ábrázoló festményekre specializálódott.

- Paul Gustave Fischer (1860–1934) – romantikus impresszionista festő volt, aki városi utcaképekre és fényes fürdőkompozíciókra specializálódott.

- Vilhelm Hammershøi (1864–1916) – életében talánynak számított, de ma már főként visszafogott belső tereket ábrázoló festményei miatt emlékeznek rá, amelyek általában üres terek (mint például a Napsugarakban táncoló porszemek című filmben), de időnként egy-egy magányos figurával ábrázolva ismertek.

A dán expresszionista tájfestészet a világháborúk között fejlődött ki, fő képviselőiként Jens Søndergaarddal és Oluf Høsttel. Ezzel párhuzamosan olyan fiatal művészek, mint Niels Lergaard, Lauritz Hartz és Karl Bovin átvették a modernizmus világos francia színeit és formalizmusát, és 1932-ben megalapították a Corner művészcsoportot. Ugyanebben az időben Edvard Weie, Karl Isakson svéd művész, Olaf Rude, Kræsten Iversen, Oluf Høst és Niels Lergaard-t vonzotta a balti-szigetek, Bornholm és a sokkal kisebb Christiansø természeti szépsége.
- Sigurd Swanéra (1879–1973) – eleinte a párizsi fauve-ok munkája volt hatással, amikor elkezdte a zöldben, sárgában és kékben gazdag erdőket ábrázoló festmények sorozatát, később az északnyugat-zélandi Odsherred farmján élve számos fénnyel teli tájképet festett.

- Harald Giersing (1881–1927) – 1910–1920 körül Dániában meghatározó szerepet játszott a klasszikus modernizmus mozgalom kifejlesztésében.

- Vilhelm Lundstrøm (1893–1950) – az egyik legnagyobb modernista, a francia kubizmust hozta Dániába. Emlékeztetnek rá narancssárga csendéletképei és aktokat ábrázoló kubisztikus jelenetei. Későbbi, kontrasztos színekkel és formákkal teli munkái sokkal lazább modern művészetté fejlődtek.

- Richard Mortensen (1910–1993) jelentős szürrealista festő volt, Kandinszkij ihlette. Közös alapítója volt a "Linien" művészcsoportnak, és tagja volt a Grønningen csoportnak is. Későbbi expresszionista munkái nagy, tiszta, élénk színű felületeket mutatnak be.

- Asger Jorn (1914–1973) – dán művész, szobrász, író és keramikus. Dánián kívül keresve ihletet, sokat utazott. Miután találkozott olyan művészekkel, mint Constant Nieuwenhuys, Appel és Dotremont, ő lett a Cobra csoport mozgatórugója, ahol a kerámia terén kitűnően teljesített, de továbbra is olajfestékkel festett.

A dán design a második világháború utáni évtizedekben vált nemzetközi jelentőségűvé, különösen a bútorok terén, ahol úttörő szerepet játszott a néha dán modernnek nevezett stílusban. A stílus előfutára az általános skandináv formatervezési stílusnak, amelyet később például az IKEA népszerűsített és tömegesen gyártott. A modern dán tervezők közé tartozik Finn Juhl (1912–1989), Hans Wegner (1914–2007) és Arne Jacobsen (1902–1971).

## Kortárs művészet

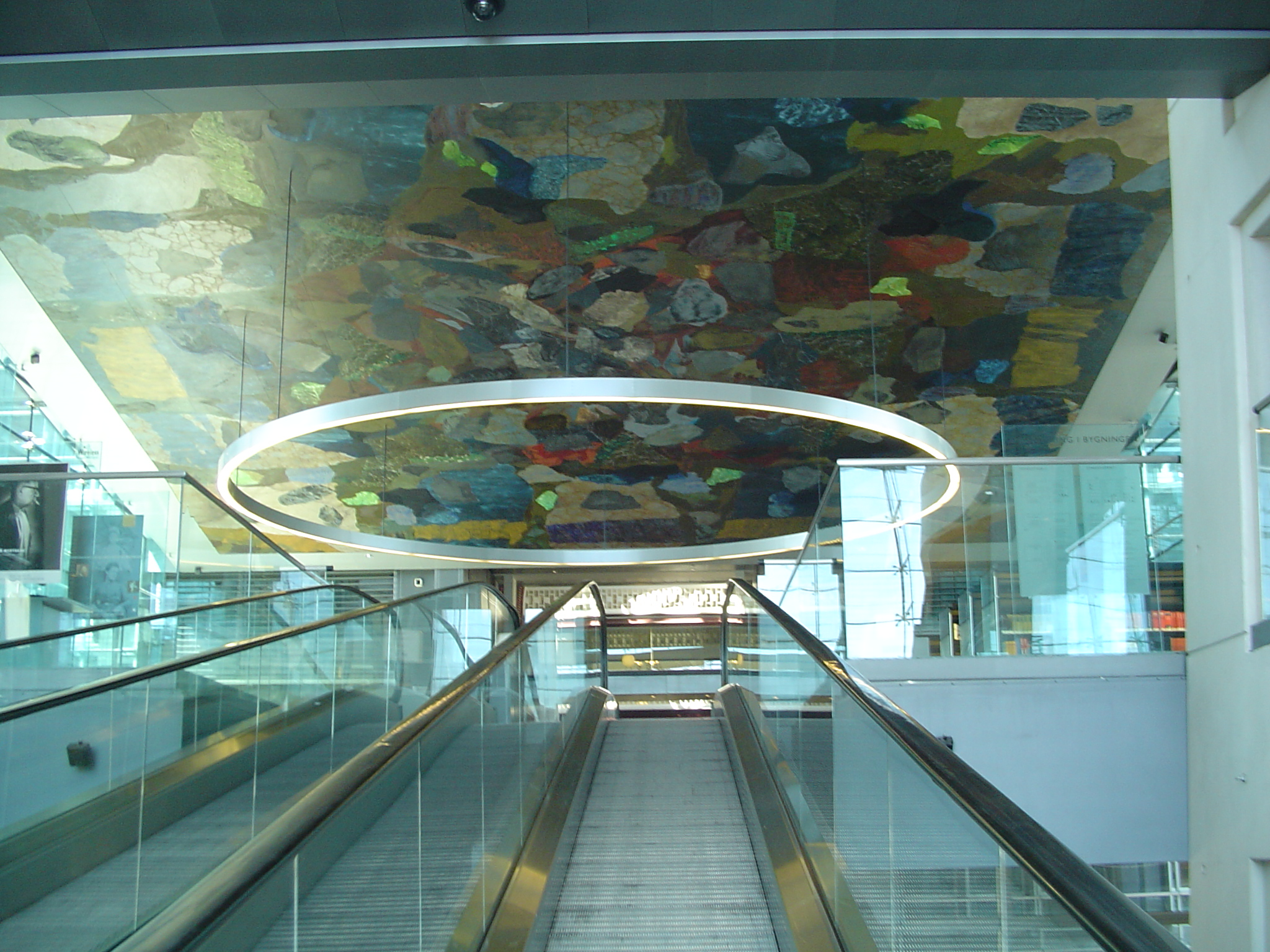
Per Kirkeby neoexpresszionista alkotása

A modern művészeti gyűjtemények szokatlanul vonzó környezetet élveznek a Koppenhágától északra található Louisiana Múzeumban és az aalborgi Észak-jyllandi Művészeti Múzeumban. A koppenhágai Nemzeti Művészeti Múzeum és a Glyptotek egyaránt a dán és a nemzetközi művészet kincseit tartalmazzák.

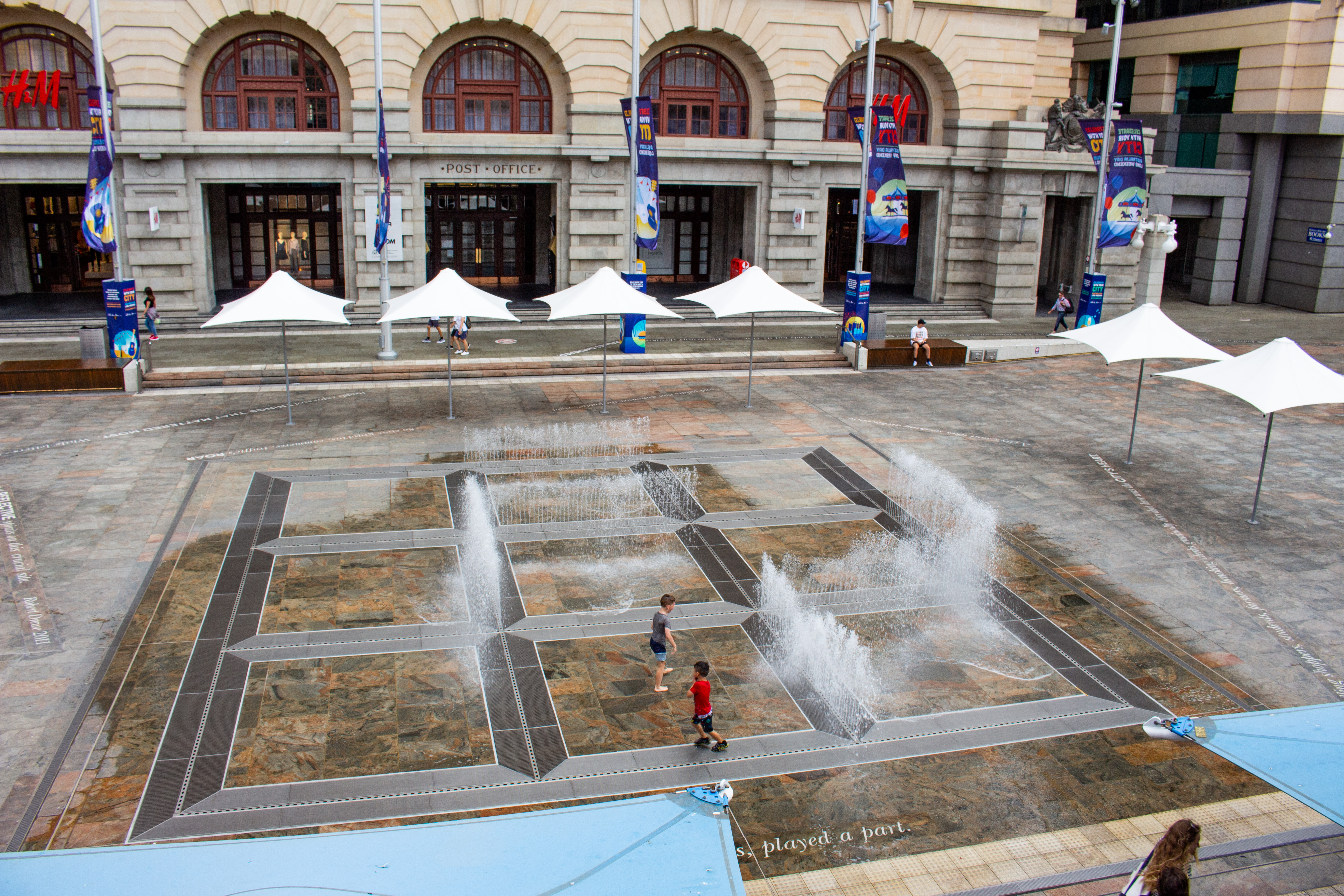
Jeppe Hein: Forrest Place

- Richard Winther (1926–2007) – Tehetséges dán művész, hosszú pályafutását 10 évesen kezdte a művészetben. Olyan témákat dolgozott fel, amelyek olyan médiumokat tártak fel, mint a festészet, fényképezés és kerámia. Az akkori betonművészet részét képező Linien II mozgalom egyik alapítójaként tartják számon. Festményei közül sok vászonra és masonitra készült, de művészetének egyszerűsítése érdekében nemcsak a használt színek számát csökkentette, hanem kartonra is festett. Nem volt szégyenlős egy témát újragondolni, és sok évvel később néhány művét módosította is. Ugyanannak a kartonnak mindkét oldalán több munkája is látható. Fényképezőgépekkel komponált művészetet, és amikor nem volt elégedett a gépek képességeivel, elkezdett saját terveket készíteni. 360 fokos kameráiról ismert, amelyek önmagukban is műtárgyak. A számos kitüntetés között szerepelt az Eckersberg-érem (1971), a Thorvaldsen-érem (1997) és a Prince Eugen-érem.

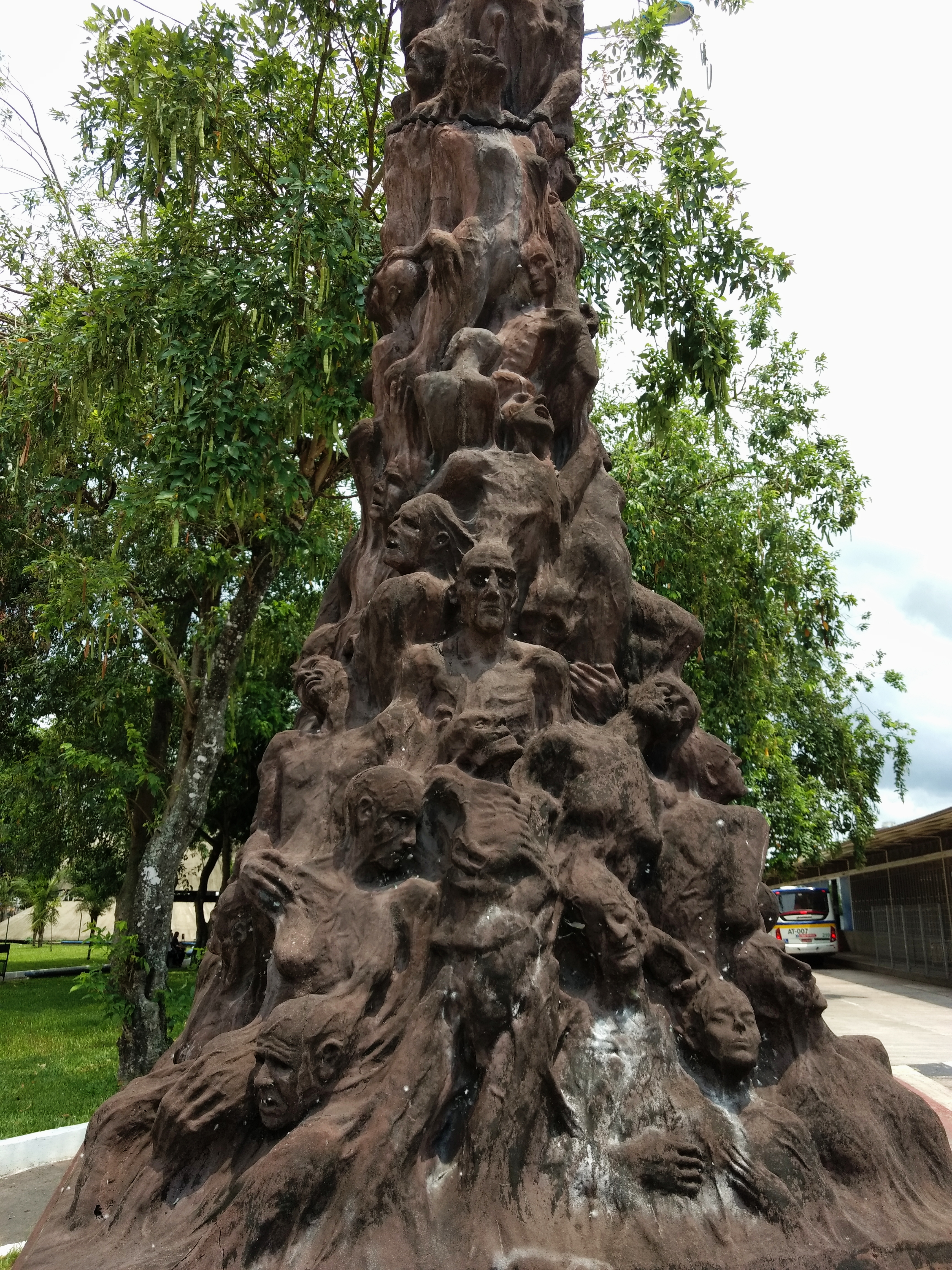
Jens Galschiøt politikai szobrász alkotása

- Per Kirkeby (1938–2018) – Lenyűgöző neoexpresszionista alkotásokat készített masonitra, vászonra, táblákra és papírra, valamint különféle szobrokat és még építészetet is. Kezdetben a pop art iránt érdeklődött, színes festményeit széles körben állították ki, legutóbb a londoni Tate Modernben. Geológus végzettségű, a terep és általában a természet iránti érdeklődése máig is megmutatkozik festészetében.

- Merete Barker (1944–) – A számos utazása során készült vázlatait és fényképeit használja fel kifejezetten expresszív festmények alapjául, ahol gyakran nehéz különbséget tenni természet és kultúra között.

Elmgreen és Dragset 1995 óta dolgoznak együtt olyan munkákkal, amelyek a művészet, az építészet és a design kapcsolatát kutatják: 
- Michael Elmgreen (1961–) – dán és Ingar Dragset (1968–)  Norvég intézménykritikára, társadalompolitikára, performanszra és építészetre támaszkodik, szellemességgel és felforgató humorral újrakonfigurálva a mindennapi tárgyakat és helyzeteket.

- Tal R – 1967-ben született Izraelben, vad és színes festményeket készít, a formákat és a képeket kombinálva csökkentett palettával, amely fekete, fehér, rózsaszín, zöld, piros, sárga és barna színekből áll. A holokauszttól a gyerekképregényekig mindentől ihletett, széles körben kiállított munkái az autonómia és kifejezés régi hagyományára építenek.

- Ólafur Elíasson (1967–) – Széles körű érdeklődést váltott ki nyilvános térbeli kiállításai iránt, mint például a New York City Waterfalls (2008), a Weather Project a londoni Tate Modern galériában 2003-ban és a Take Your Time kiállítás a New York-i Modern MoMA-ban (2008).

- Jeppe Hein (1974–) – Interaktív művészeti alkotásokat vagy installációkat készít, amelyeket gyakran a néző aktivál. Ezek közé tartozik a Shaking Cube (2004), a Moving Benches (2000), a The Curve (2007) és a Space in Action/Action in Space (2002) című műve, amelyet a 2003-as Velencei biennálén mutattak be. Jelenleg a sanghaji Expo 2010 dán pavilonjának egyik fő kiállításán dolgozik.

- Jens Galschiøt (1954–) − Politikai szobrász, aki művészetével gyakran emeli ki az emberi jogok megsértését. Számos happeninget vitt véghez világszerte, köztük a Bennem élő vadállat-ot Ausztriában, Belgiumban, Svájcban, Svédországban, Franciaországban, Norvégiában, Olaszországban, Hollandiában, Spanyolországban, és 1997-ben A Szégyen Oszlopát Kínában, Mexikóban, Brazíliában.

## II. Margit dán királynőfaliszőnyegei
II. Margit dán királynő 1990-ben, 50. születésnapja alkalmából úgy döntött, hogy az ipartól kapott 13 millió dán koronás ajándékot felhasználva készíti el Dánia történetét a kezdetektől napjainkig nyomon követő kárpitsorozatot. A történelmi párizsi Manufacture des Gobelins által szőtt faliszőnyegek a sokoldalú dán művész, Bjørn Nørgaard teljes méretű vázlatai alapján 1999-ben készültek el, és most a Christiansborg-palota nagytermében lógnak.

## Építészet

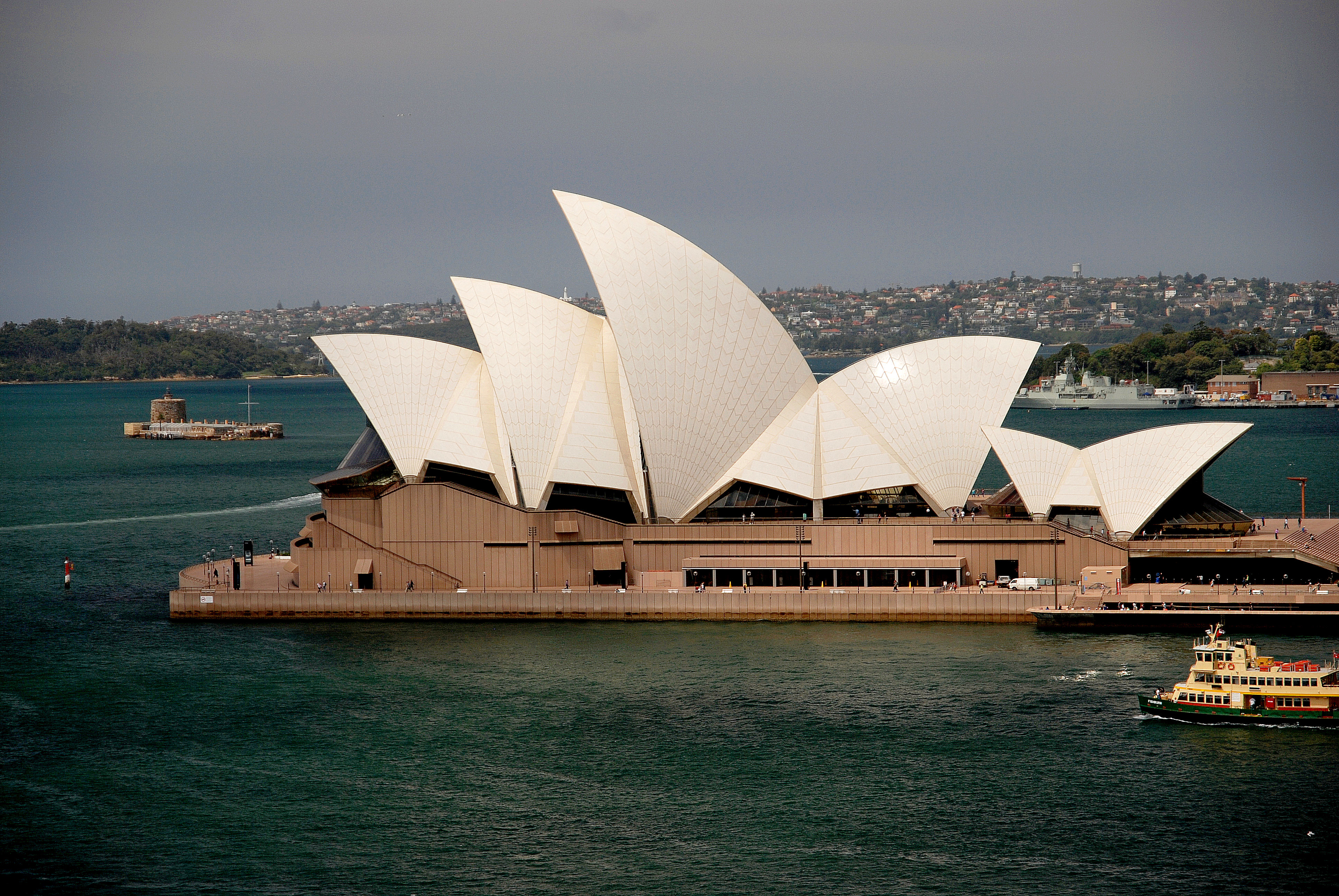
A Jørn Utzon által tervezett Sydney-i Operaház épülete

Dánia Arne Jacobsen nyomdokait követve kiemelkedő sikereket ért el a kortárs építészetben. Johann Otto von Spreckelsen egyszerű geometriai alakzatokra támaszkodva tervezte meg a Grande Arche-t a Párizs melletti Puteaux-ban, a La Défense-ben. A termékeny Henning Larsen tervezte a rijádi külügyminisztérium épületét, valamint számos presztízsépületet Skandináviában, köztük a nemrég elkészült Koppenhágai Operaházat. Jørn Utzon ikonikus Sydney-i Operaháza kiérdemelte azt a kitüntetést, hogy ő a második ember, akinek munkája még életében a Világörökség része lett. Bjarke Ingels, akit a Wall Street Journal 2011 októberében az év építészeti újítójának választott, 2012 júliusában pedig úgy említette, hogy kiterjedt nemzetközi projektjei fényében „gyorsan a formavilág egyik feltörekvő csillagává válik”.

## Fordítás
Ez a szócikk részben vagy egészben  a   Danish art című angol Wikipédia-szócikk ezen változatának fordításán alapul.  Az eredeti cikk szerkesztőit annak laptörténete sorolja fel. Ez a jelzés csupán a megfogalmazás eredetét és a szerzői jogokat jelzi, nem szolgál a cikkben szereplő információk forrásmegjelöléseként.